# Alvin Henderson
Alvin Henderson (24 settembre 1950) è un ex calciatore trinidadiano, di ruolo attaccante.

## Carriera
Formatosi nella selezione calcistica della Howard University, nella stagione 1973 è in forza ai Baltimore Bays, squadra dell'American Soccer League. Con i Bays, dopo aver vinto il proprio girone, giunge alle semifinali dei play-off, perdendole contro i futuri campioni del New York Apollo.
Nel 1974 viene ingaggiato dalla franchigia della North American Soccer League dei Baltimore Comets, con cui raggiunge i quarti di finale della NASL 1974. La stagione seguente è chiusa invece al quinto ed ultimo posto della Eastern Division.